# Kuzminec (Apajkeresztúr)
Kuzminec falu Horvátországban Kapronca-Kőrös megyében. Közigazgatásilag Apajkeresztúrhoz tartozik.

## Fekvése
Kaproncától 10 km-re északnyugatra, községközpontjától 7 km-re északkeletre a Drávamenti-síkságon fekszik.

## Története
A falu Szent Kozma és Damján tiszteletére szentelt templomát már 1334-ben említi Ivan goricai főesperes  a zágrábi káptalan helyzetéről írott feljegyzésében. A raszinyakeresztúri uradalomhoz tartozott, de a 17. század második felében önálló uradalmi központ lett. 1659-ben egy árokkal övezett kastélyt is említenek itt, amely azonban később elpusztult. Templomát a 18. században átépítették. 1660-ban a Bocskaiaktól Zrínyi Miklós vásárolta meg, de 1665-ben már újra a Bocskaiaké, mert ekkor Bocskai János Makar Miklós kaproncai kapitánynak adta. 1694-ben a Kuzmineci uradalomhoz tartoztak Koledinec, Zablatja, Selnic, Kutnjak, Antalovec, Bogač és Grbaševec falvak összesen 95 családdal.
1857-ben 570, 1910-ben 760 lakosa volt. A trianoni békeszerződésig Varasd vármegye Ludbregi járásához tartozott. 2001-ben 326 lakosa volt.

## Nevezetességei
- Szent Kozma és Damján tiszteletére szentelt plébániatemploma[2] a 14. században már állt. A templomot a 18. században barokk stílusban építették át, belső festése képzett festőművész, az osztrák Anton Lerchinger, vagy valamely tanítványának késő barokk munkája. Falfestményeiről 1787-ben tesznek először említést, tehát nem sokkal azelőtt készülhettek. Mellékoltárai Szűz Máriának és a Háromkirályoknak vannak szentelve.
- A plébánia régi épülete.

## Külső hivatkozások
- Rasinja község hivatalos oldala
- A horvát kultúra weblapja
- A barokk a Drávamentén
- Horvát történelmi portál – A raszinyakeresztúri uradalom a török harcok idején Archiválva 2011. március 23-i dátummal a Wayback Machine-ben